# Никанор Савич
Никанор Савич (на сръбски: Никанор Савић) е сръбски православен архимандрит, игумен на Хилендарския от 1963 до 1990 година.

## Биография
Игумен Никанор (Савич) роден е в Дивци, Валево, Сърбия, на 13 август 1903 година със светското име Никола Савич.
На 27-годишна възраст постъпва като послушник в Хилендарския манастир. Учи в манастирското училище, след което продължава образованието си в Гърция. През 1930 година е изпратен в Русия заедно с монах Никифор за събиране на средства за откриване в Хилендарски манастир на духовна семинария, печатница и болница. Впоследствие пътува до Света гора, Сърбия и отново посещава Русия. Игумен на Хилендарския в периода 1931 – 1938 година и 1963 – 1990 година.
Игумен Никанор умира на 19 февруари 1990 година и е погребан в църквата Пресвета Богородица в Сидни.